# 지브롤터 수비대의 출격
지브롤터 수비대의 출격(영어: The Sortie Made by the Garrison of Gibraltar, 또는 1781년 11월 27일 아침 지브롤터 수비대의 출격)은 1789년에 미국의 화가 존 트럼불이 그린 유화이다. 이 그림은 1781년 11월 스페인이 영국에 맞서 지브롤터 대포위를 감행하던 지브롤터 역사상 중요한 시점을 보여준다. 스페인 장교 돈 호세 데 바르보사가 죽어가면서 존경을 받는 모습이 묘사되어 있다. 그는 자신의 후퇴하는 부대에 의해 버려졌음에도 불구하고, 기사도 정신으로 영국군을 공격했으나 실패했다.

## 배경
이 그림은 1781년 11월 27일 지브롤터에서 벌어진 역사적인 전투를 바탕으로 하고 있다. 지브롤터 대포위는 미국 독립 전쟁 중 스페인 제국과 프랑스가 영국으로부터 지브롤터를 점령하려 시도했으나 실패한 사건이다.

## 그림

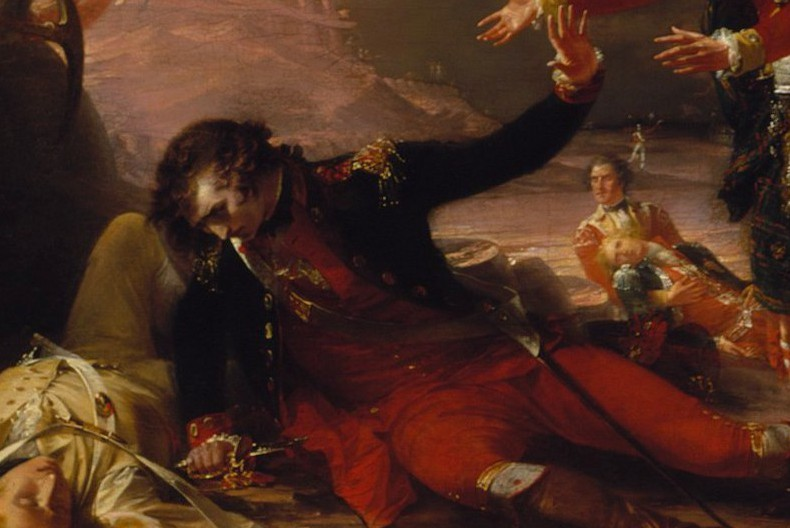
죽어가는 스페인 장교 호세 데 바르보사

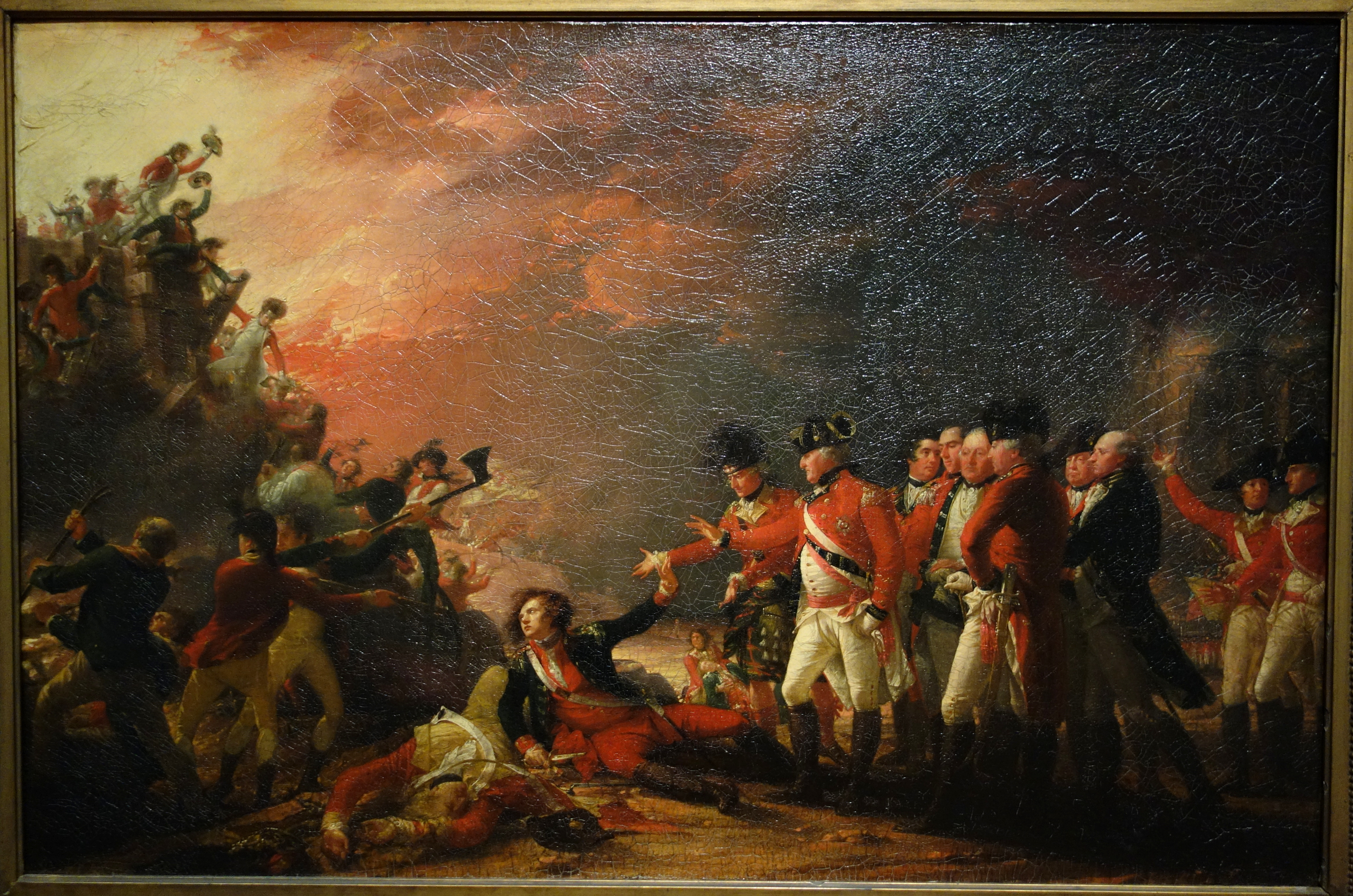
신시내티 미술관에 있는 1788년 버전에서는 바르보사가 고개를 숙이는 대신 오른쪽을 보며 약간 다른 자세를 취하고 있다.

이 그림은 1781년 11월 26일 밤 영국 육군 지브롤터 수비대가 지브롤터 대포위 중 스페인 포병 진지에 대해 갑작스러운 출격을 감행한 사건을 묘사한다. 스페인 육군 장교 호세 데 바르보사의 죽음은 그림의 초점이다. 그는 치명적인 부상을 입고 전사했으며, 자신의 부대에게 버려진 후에도 도움을 거부하며 자신의 진지 근처에서 사망했다. 그는 지브롤터 영국 수비대 사령관인 조지 엘리엇 장군의 도움을 거부하는 모습으로 묘사된다. 1782년에 포위가 풀렸고, 트럼불의 친구이자 포위된 수비대에 있었던 런던의 예술가이자 딜러인 안토니오 데 포지는 1781년 11월에 일어났던 이전 사건에 대해 트럼불에게 이야기했다.
이 사건은 그가 찾던 모든 요소를 가지고 있었다.
...패자의 영웅주의, 승자의 인간성 – 광범위한 대화재를 밝히는 밤의 어둠 – 파괴 작업에 바쁜 병사들의 혼란과 소동 – 장면을 이끄는 장교들의 고요함과 침착함.
게다가 트럼불은 미국 독립 전쟁을 바탕으로 한 일련의 그림을 그리고 있었는데 이는 런던에서 비판을 받았다. 그는 지브롤터 포위 공격을 통해 자신이 영국의 영웅주의를 지지한다는 것을 보여줄 수 있다고 생각했다.
...그리고 나는 그들(나의 미국사 그림)을 그림으로써 영국에서 몇몇 극단적인 애국자들에게 불쾌감을 주었음을 알았기에, 이제 지브롤터 그림에 나의 모든 재능을 발휘하여, 어떤 사람에 의해 수행되었든 고귀하고 관대한 행동들이 내가 자신을 바치고자 하는 찬양의 대상임을 보여주기로 결심했다.
트럼불은 많은 스케치와 세 점의 완성된 대형 캔버스 작업을 통해 구성에 매진했다. 프로젝트가 진행될수록, 그의 후원자로 대규모 후원을 얻으려는 트럼불의 야망 또한 커졌다. 그는 그림에 대한 많은 제안을 거절하고, 입장료를 받고 개인적으로 전시하는 것을 선호했다.
호러스 월폴은 이 그림을 이렇게 불렀다.
알프스 북쪽에서 그려진 가장 훌륭한 그림.
이 그림은 2010년 지브롤터 10파운드 지폐 뒷면에 묘사되어 있다. 이 구성에서 두드러진 인물들은 죽어가는 바르보사와 그의 오른쪽에서 왼쪽에서 오른쪽으로 조지 매켄지, 엘리엇, 조지 쾰러, 로저 커티스 그리고 토마스 트리그이다.

## 같이 보기
- 1782년 9월 지브롤터의 부유 포대 패배, 존 싱글턴 코플리의 그림

## 내용주
1. ↑  “The Sortie made by the Garrison of Gibraltar in the Morning of the 27 of November 1781”. Natural Maritime Museum. 2007년 8월 6일에 확인함.
2. 1 2  “The Sortie Made by the Garrison of Gibraltar, 1789”. Acquired Tastes-Trumbull. 2007년 9월 28일에 원본 문서에서 보존된 문서. 2007년 8월 6일에 확인함.
3. ↑  Bond, pages. 28–29
4. 1 2 3 4  “John Trumbull – The Sortie Made by the Garrison of Gibraltar 1789”. Art Museum Images from Cartography Associates. 2007년 8월 6일에 확인함.
5. 1 2 3 4 5 6  “The Sortie Made by the Garrison of Gibraltar in the Morning of the 27 of November 1781”. AntiQbook. 2007년 8월 6일에 확인함.
6. ↑  Trumbull, John (1970). 《The Autobiography of Colonel John Trumbull》. Da Capo Press. 149쪽.
7. ↑  “P-36”.
8. ↑  Courcelle, René Chartrand. Illustrated by Patrice (2006). 《Gibraltar 1779 – 1783 : the great siege》 [Online-Ausg.]판. Oxford: Osprey. 52쪽. ISBN 1841769770.